# Mark of the Mole
Albums de The Residents
The Commercial Album
(1980) The Tunes of Two Cities
(1982)
Mark of the Mole est le titre d'un album des Residents sorti en 1981. Il s'agit de la première partie de la trilogie des Moles. Les deux autres albums de la trilogie sont The Tunes of Two Cities et The Big Bubble, ce dernier sous-titré comme étant la « quatrième partie » de la trilogie.
Ces albums relatent le conflit entre deux sociétés imaginaires, les Moles et les Chubs. Dans Mark of the Mole, les Moles (« taupes »), race souterraine et industrieuse, sont chassés de leurs terres ancestrales par une catastrophe naturelle (The Ultimate Disaster). Leur exode (Migration) les conduit au pays des Chubs, race indolente, qui voient d'un bon œil cet afflux de main-d'œuvre travailleuse (Another Land). La situation se complique lorsqu'un savant invente une machine capable de remplacer les Moles (The New Machine). Une brève guerre s'ensuit entre Moles et Chubs, à l'issue ambigüe (Final Confrontation).

## Titres
Tous les titres sont écrits et composés par les Residents.

### Face 1(Hole Workers at the Mercy of Nature)
1. Voices of the Air – 2:55
2. The Ultimate Disaster – 8:54
  1. Won't You Keep Us Working? Working Down Below?
  2. First Warning
  3. Back to Normality?
  4. The Sky Falls!
  5. Why Are We Crying?
  6. The Tunnels Are Filling
  7. It Never Stops
3. Migration – 7:15
  1. March to the Sea
  2. The Observer
  3. Hole-Worker's New Hymn

### Face 2(Hole Worker Vs. Man and Machine)
1. Another Land – 4:44
  1.  Rumors
  2. Arrival
  3. Deployment
  4. Saturation
2. The New Machine – 7:16
  1. Idea
  2. Construction
  3. Failure / Reconstruction
  4. Success
3. Final Confrontation – 8:47
  1. Driving the Moles Away
  2. Don't Tread on Me
  3. The Short War
  4. Resolution?

### Titres bonus
Mark of the Mole a été réédité au format CD en 1987 avec cinq titres bonus provenant du maxi Intermission: Extraneous Music from the Residents' Mole Show (1982).
1. Lights Out – 5:56
2. Shorty's Lament – 6:49
3. The Moles Are Coming – 2:57
4. Would We Be Alive? – 5:13
5. The New Hymm – 4:19